# Gini Hartzmark
Gini Hartzmark, née en 1957 à Cleveland, en Ohio, est une femme de lettres américaine, auteure de thriller juridique et financier.

## Biographie
Elle fait des études de droit, puis des affaires à l'université de Chicago.
En 1992, elle publie son premier roman, Le Prédateur (Principal Defense) dans lequel elle crée le personnage de Kate Millholland, avocate d'affaires au barreau de Chicago. Ce roman est finaliste pour le prix Edgar-Allan-Poe dans la catégorie meilleur livre de poche original. 
Dans les intrigues de cette série, comprenant six romans, « Gini Hartzmark met en scène des meurtres qui ne sont pas sans rappeler les grands moments du roman problème anglais. Son écriture est sobre, ses chapitres courts et efficaces. À partir d'une solide documentation, elle nous racontre avec bonheur la vie de cette golden girl dans le monde boursier de Chicago qu'elle décrit comme un gigantesque enfer ».

## Œuvre

### Romans

#### SérieKate Millholland
- Principal Defense (1992) Publié en français sous le titre Le Prédateur, Paris, Éditions Grasset & Fasquelle, coll. « Grand format » (1995)  (ISBN 2-246-49881-3) ; réédition, Paris, LGF, coll. « Le Livre de poche » no 17011 (1997)  (ISBN 2-253-17011-9)
- Final Option (1994) Publié en français sous le titre La Suspecte, Paris, Éditions Grasset & Fasquelle, coll. « Grand format » (1996)  (ISBN 2-246-49951-8), réédition, Paris, LGF, coll. « Le Livre de poche » no 17049 (1998)  (ISBN 2-253-17049-6)
- A Bitter Business (1995) Publié en français sous le titre La Sale Affaire, Paris, Éditions Grasset & Fasquelle, coll. « Grand format » (1997)  (ISBN 2-246-52541-1) ; réédition, Paris, LGF, coll. « Le Livre de poche » no 17079 (1999)  (ISBN 2-253-17079-8)
- Fatal Reaction (1998) Publié en français sous le titre Crimes au labo, Paris, Éditions Grasset & Fasquelle, coll. « Grand format » (1999)  (ISBN 2-246-57661-X) ; réédition, Paris, LGF, coll. « Le Livre de poche » no 17171 (2001)  (ISBN 2-253-17171-9)
- Rough Trade (1998) Publié en français sous le titre Mauvaise Passe, Paris, Éditions Grasset & Fasquelle, coll. « Grand format » (2000)  (ISBN 2-246-59301-8) ; réédition, Paris, LGF, coll. « Le Livre de poche » no 17219 (2002)  (ISBN 2-253-17219-7)
- Dead Certain (2000) Publié en français sous le titre À l'article de la mort, Paris, Éditions Grasset & Fasquelle, coll. « Grand format » (2001)  (ISBN 2-246-60511-3) ; réédition, Paris, LGF, coll. « Le Livre de poche » no 17320 (2003)  (ISBN 2-253-17320-7)

#### Autre roman
- Natural Suspect (2001) (coécrit avec William Bernhardt, Leslie Glass, John Katzenbach, John Lescroart, Bonnie MacDougal, Phillip Margolin, Brad Meltzer, Michael Palmer, Lisa Scottoline et Laurence Shames) Publié en français sous le titre Un suspect idéal, Paris, Presses de la Cité, coll. « Sang d'encre » (2003)  (ISBN 2-258-06073-7)

## Sources
: document utilisé comme source pour la rédaction de cet article.
- Claude Mesplède (dir.), Dictionnaire des littératures policières, vol. 1 : A - I, Nantes, Joseph K, coll. « Temps noir », 2007, 1054 p. (ISBN 978-2-910-68644-4, OCLC 315873251), p. 940-941